# Savanyú Jóska
Savanyó József (Izsákfa, 1841. szeptember 12. – Tótvázsony, 1907. április 9.) Savanyú vagy Savanyó Jóska néven hírhedtté vált bakonyi betyár.

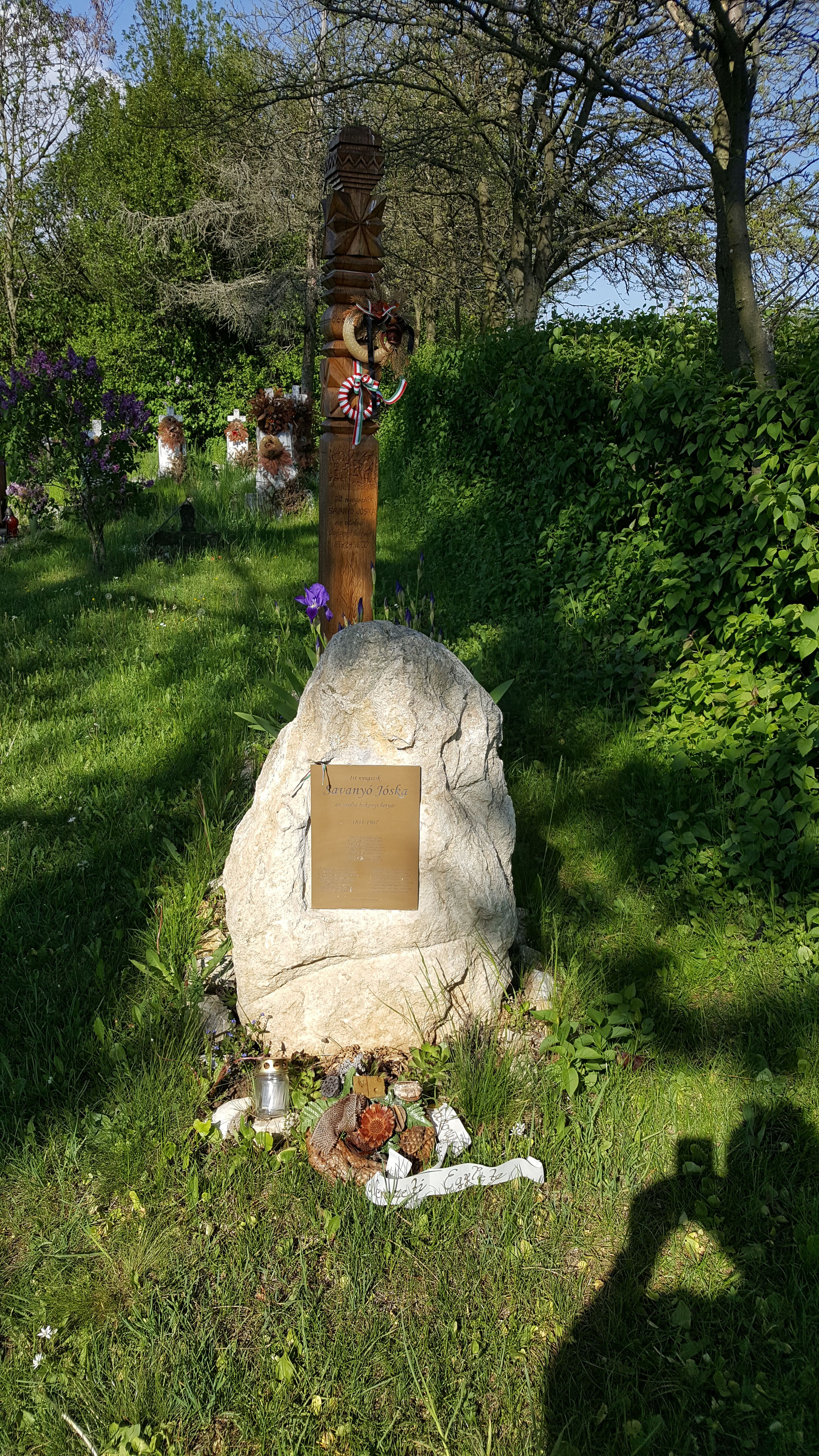
Sírja a tótvázsonyi temetőben

## Családja
Vas vármegyében Izsákfán született 1841. szeptember 12-én katolikus családba. Édesapja Savanyó József juhászszámadó volt Orosziban, édesanyja Kovárczi Erzsébet. Két édes fiútestvére volt, István és János, valamint egy Mária nevű féltestvére is édesapja második házasságából. Öccse, Savanyó István is betyárnak állt, de őt a pandúrok 1879. június 29-én lelőtték.

## Élete
Savanyó Jóska birkát lopott és emiatt lett törvényenkívüli. Betyárnak állt és bekalandozta Vas, Veszprém, Zala és Győr vármegyéket. A róla szóló mondák jelentős része is ebben a régióban keletkezett. Elsősorban kisnemeseket, módos parasztgazdákat, falusi kereskedőket, tehetősebb iparosokat rabolt ki bandájával. Elkövetésükre jellemző volt a különös kegyetlenség, áldozataikat gyakran megverték és megkínozták. 
Először 1860-ban fogták le, amikor nyolc hónapot töltött a veszprémi fegyházban fegyveres csavargásért. 1872-ben egy sitkei rablás miatt megint letartóztatták, de ekkor a bűnrészességét nem tudták bizonyítani. Másodszor 1875-ben Sümegen egy hónapot töltött börtönben súlyos testi sértés miatt. Ezután egyre merészebb lett és a nagyvázsonyi uradalmi pénztárt vakmerő módon fényes nappal harmadmagával rabolta ki.
Az 1880-as évekre az ország legkeresettebb betyárjává vált. Savanyó Jóska 1881-ben ki akarta rabolni csengeri Háczky Kálmán (1828–1904) földbirtokost, mert megtudta, hogy a testvérének, Háczky Sándornak 60 000 aranyforintért eladott egy birtokot Magyargencsen. 1881. augusztus 31-én embereivel körbevette Háczky Kálmán csabrendeki kúriáját. Aznap Háczky Kálmán együtt vadászott várbogyai és nagymádi Bogyay Antal (1828–1881) volt sümegi szolgabíróval, orahoviczai és görcsönyi Mihálovich Lajossal és Czompó Lajos segédlelkésszel. A vacsorára várva kártyáztak, mikor este 8 és 9 óra között Savanyó Jóska hat emberével körbevette az épületet. Az ebédlőben ekkor fejezte be a terítést Vidos Ilonka házvezetőnő, és a szolgáló éppen beszólt az uraknak a kártyaszobába, ahol várakoztak, hogy kész a vacsora. Ekkor lépett ki a szobából Bogyay Antal, és azonnal vissza is ugrott félrelökve Háczky Kálmánt. Bogyay feltépte az ablakot, és kiugrott rajta, mikor az ablak alatt álló Káplár Németh József nevezetű betyár lelőtte: a volt sümegi szolgabíró meghalt. A sikertelen rablási kísérlet után Savanyóék kimentek, attól való félelmükben, hogy a szobából rájuk lőnek. Távozásukkor azonban fenyegetőleg közölték a háziakkal, hogy még visszajönnek.
Sok vidéken feltűnt és a nyelvekkel is elboldogult, jól beszélte mind a magyar, mind az akkoriban tótnak nevezett szlovák nyelvet, és németül is megtanult élete során. Magyarul és németül írni és olvasni is tudott. A hatóságok évekig tehetetlenek voltak ellene, Savanyó és számkivetett cimborái sikeresen bujkáltak a Bakony sűrűjében. Alacsony termete (mindössze 159 centiméter magas volt) sokszor segítette abban, hogy el tudott rejtőzni a Bakony legkisebb sziklahasadékaiban is. Végül a fejére kitűzött 1000 forintos vérdíj mellett, a bosszúvágy segített kézre kerítésében. Bandája egyik tagja, Magyarósi István billegi bojtár feladta őt, mert Savanyóék 1883-ban nagybátyját a henyei erdőben agyonlőtték. 1884. május 4-én a halápi csárdában, mulatozás közben fogták el. Magyarósi ide hívta a betyárokat áldomásra, és a borba erős altatót kevert. Az így elbódított betyárt már könnyen lefogták.
Az 1886-os bírósági tárgyalásán 29 bűntettel vádolták meg, köztük rablással, emberöléssel, súlyos testi sértéssel, hatóság elleni erőszakkal. A gyilkosságot nem tudták rábizonyítani, de még így is életfogytig tartó börtönbüntetésre ítélték. Ezután több, mint húsz évet a börtönben töltött, 1901-ig Illaván, majd 1906-ig Vácott. Végül gróf Csáky Károly Emánuel váci püspök kérelmére kegyelmet kapott. Kiszabadulásakor már jóval túl a hatvanon szabóműhelyt nyitott, de hamarosan öngyilkos lett, amit búcsúlevelében azzal indokolt, hogy reumája miatt kibírhatatlan fájdalmai voltak. Az orvosai szerint, fájdalmai enyhítése érdekében amputálni kellett volna a lábát, ám ő a műtét elől mereven elzárkózott.